# Lifelover
Lifelover – rozwiązana szwedzka grupa muzyczna wykonująca muzykę z pogranicza rocka i depressive black metalu. Sami muzycy określili ten styl jako narkotyczny metal. Lirycznie, utwory oscylują wokół tematów takich jak depresja, narkotyki, choroby, samobójstwo czy społeczna degeneracja. Zespół powstał w 2005 z inicjatywy Jonasa "B" Bergqvista oraz Kima "()" Carlssona, a rozpadł się we wrześniu 2011 roku po śmierci głównego kompozytora – Jonasa "Nattdal / B" Bergqvista. Ich ostatni koncert odbył się 11 września 2011 roku w Rotterdamie oraz poświęcony został pamięci zmarłego członka zespołu, dwa dni po jego śmierci. Planowany był jeszcze jeden koncert, 14 października, jednakże postanowiono go odwołać tym samym definitywnie zakańczając działalność zespołu.

## Muzycy

### Ostatni skład
- Kim "()" Carlsson –wokal, teksty, gitara;
- Henrik "H." Huldtgren – gitara;
- Felix "Fix" Öhlén – gitara basowa;
- Johan "1853" Gabrielson – dodatkowy wokal, teksty;
- Rickard "LR" Öström – dodatkowy wokal, teksty;
- Kral – perkusja.

### Byli członkowie
- Jonas "B" Bergqvist – wokal, teksty, gitara, gitara basowa, pianino (2005–2011†);
- "S." – perkusja (2007–2009);
- "Non" – perkusja, teksty(2009–2010).

## Dyskografia
- Promo (demo, 2005);
- Pulver (2006);
- Erotik (2007);
- Konkurs (2008);
- Dekadens (EP, 2009);
- Sjukdom (2011).